# I Dzsonggap
I Dzsonggap (hangul: 이종갑, handzsa: 李鍾甲, RR: Li Jong-kap; 1918. március 18. – 1993) dél-koreai labdarúgóhátvéd.